# Union Herford
Union Herford (offiziell: Spielvereinigung Union 08 Herford e. V.) war ein Sportverein aus Herford. Die erste Fußballmannschaft spielte zwei Jahre in der höchsten Amateurliga Westfalens.

## Geschichte

### Von der Gründung bis zum Zweiten Weltkrieg
Union Herford wurde im Jahre 1908 als BV Union Herford gegründet. Im Jahre 1927 wurde aus dem BV Union die Spielvereinigung Union. In der Saison 1914/15 nahm die Union an der Bezirksmeisterschaft Ravensberg/Lippe teil. Gegen die Bielefelder Vereine VfB 03, Arminia, SC Eintracht  und Westfalia Brackwede waren die Herforder chancenlos und blieben ohne Punktgewinn. Nach dem Ende des Ersten Weltkrieges gelang im Jahre 1922 der Sprung in die Gauliga Westfalen, die seinerzeit die höchste Spielklasse war. Vier Jahre später wurde die Union Sechster in der 15 Mannschaften umfassenden, mittlerweile 1. Bezirksklasse Westfalen genannte Spielklasse.
Kurios verlief die Saison 1927/28, als die Herforder ihr Heimspiel gegen Arminia Bielefeld mit 1:10 verloren, dafür aber das Spiel auf der Bielefelder Alm mit 2:1 gewannen. Ein Jahr später verpasste die Union die neu geschaffene eingleisige Bezirksliga Westfalen. In diese stieg die Mannschaft 1930 als Vizemeister der 1. Bezirksklasse Westfalen-Ost hinter dem SSV Ahlen auf. Nach dem Wiederaufstieg konnte dreimal in Folge der Klassenerhalt als Vorletzter gesichert werden. Dementsprechend wurde die Union 1933 nicht in die neu geschaffene Gauliga Westfalen aufgenommen und musste in der zweitklassigen Bezirksklasse antreten.
In dieser kam die Mannschaft nicht über Mittelfeldpositionen hinaus und traf ab 1934 auf den späteren Fusionspartner SuS Herford. Zur Saison 1944/45 wurde die Union ohne sportliche Qualifikation in die Gauliga aufgenommen. Kriegsbedingt konnten die Herforder nur zwei Spiele absolvieren: Gegen die KSG Bielefeld, einer Kriegsspielgemeinschaft der Bielefelder Vereine Arminia und VfB 03 gab es ein 2:2. Das zweite Spiel wurde gegen die Sportfreunde Rot-Weiß Paderborn, aus dem nach mehreren Fusionen der heutige SC Paderborn 07 wurde, mit 0:3 verloren.

### Nachkriegszeit
Nach dem Zweiten Weltkrieg spielte die Union zunächst mehrere Jahre in der Bezirksklasse, ehe 1951 mit 56:4 Punkten die Meisterschaft errungen werden konnte. Die Mannschaft stieg zunächst in die kurzlebige 2. Landesliga Westfalen auf und wurde ein Jahr später in die Landesliga aufgenommen, die damals die höchste Amateurliga Westfalens war. Dort wurde die Union auf Anhieb Dritter und blieb in den folgenden Jahren eine Spitzenmannschaft. Höhepunkt war die Saison 1955/56, als die Herforder beide Spiele gegen Arminia Bielefeld gewinnen konnten und die Saison punktgleich mit dem SVA Gütersloh beendeten. Das Entscheidungsspiel um die Meisterschaft im neutralen Brackwede gewannen die Gütersloher mit 1:0. Die Union spielte nun in der neu geschaffenen Verbandsliga Westfalen weiter und stieg prompt als abgeschlagener Tabellenletzter ab.
In der ersten Runde des Westdeutschen Pokals 1957/58 trafen die Herforder auf den FC Schalke 04 und unterlagen mit 1:8. 1959 gelang der Wiederaufstieg in die Verbandsliga. Im Saisonverlauf schlug die Union den FC Lübbecke gar mit 11:1. Nach einem zehnten und einem achten Platz wurde in der Spielzeit 1961/62 mit Rang vier der sportliche Zenit erreicht. Zwei Jahre später folgte der erneute Abstieg aus der Verbandsliga. Mit drei Punkten Rückstand auf SuS Lage wurde der direkte Wiederaufstieg verpasst. Der SV 07 Neuhaus wurde im Saisonverlauf mit 10:0 geschlagen. Im Jahre 1967 konnte noch einmal der vierte Platz in der Landesliga erreicht werden.

### Herforder SC 07/08
Im Jahre 1968 schloss sich Union Herford mit dem 1907 gegründeten VfB Einigkeit Herford zum Herforder SC 07/08 zusammen. Dieser wurde in der Saison 1970/71 mit einem Punkt Rückstand Vizemeister der Landesliga hinter dem TuS Sennelager. Ein Jahr später stieg der Herforder SC 07/08 als abgeschlagener Tabellenletzter in die Bezirksklasse ab. Daraufhin fusionierte der Verein mit SuS Herford zum SC Herford.

### Handball
Die Handballer von Union Herford qualifizierten sich im Jahre 1925 für die Endrunde um die Westdeutsche Meisterschaft. Nach einem Freilos im Viertelfinale folgte im Halbfinale das Aus nach einer 2:4-Niederlage gegen Preußen Essen.

## Persönlichkeiten
- Horst Gamon
- Detlef Kemena
- Helmut Meyer
- Eduard Sausmikat